# Teatro in Ucraina

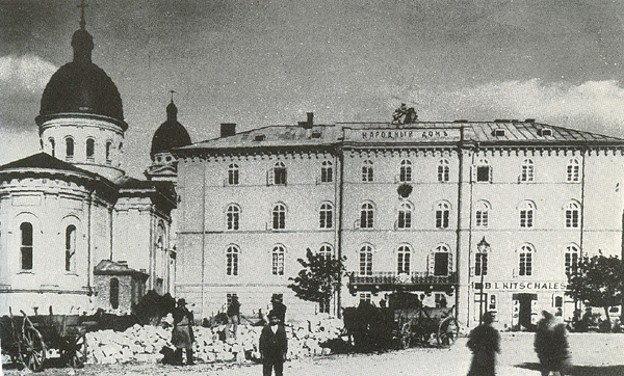
Teatro del discorso ucraino a Leopoli, Ucraina. 1864.

Il teatro in Ucraina (in ucraino Театральне мистецтво України?, Teatral'ne mystectvo Ukraïny; lett. "Arti teatrali dell'Ucraina") è una forma di belle arti ed espressione culturale che utilizza l'esibizione di attori dal vivo di fronte agli spettatori. Il teatro ucraino attinge alle tradizioni, alla lingua e alla cultura native dell'Ucraina . Le prime notizie conosciute del teatro ucraino risalgono all'inizio del XVII secolo.

## Storia

### XVII secolo
I primi riferimenti agli spettacoli teatrali in Ucraina risalgono al secondo decennio del XVII secolo. Gli spettacoli furono portati dall'Occidente dai gesuiti che si stavano unendo alle scuole della confraternita e ad altre scuole ucraine. Gli spettacoli furono usati su larga scala come propaganda dei gesuiti. I testi delle commedie "Proclamazione del giorno di Natale", che è stata eseguita in onore del vescovo di Leopoli Jeremiah Tisarovsky (c. 1615 d.C.) e Jacob Javantovich (1619 d.C.), sono sopravvissuti fino ad oggi. Esistono anche registrazioni di due commedie ucraine che furono eseguite, in onore della morte di Giovanni Battista il 29 agosto 1619, vicino a Leopoli.

### XVIII e XIX secolo
Il primo teatro stazionario in Ucraina fu aperto a Kharkiv nel 1789. Nel resto dell'Ucraina le compagnie teatrali erano itineranti e si esibivano in tournée.
All'inizio del XIX secolo iniziarono ad apparire i teatri a Kiev (1806), Odessa (1809), Poltava (1808). Nella seconda metà del XIX secolo divenne popolare il teatro amatoriale. Il primo teatro professionale ucraino (1864–1924) fu il Ruska Besida Theatre di Leopoli.

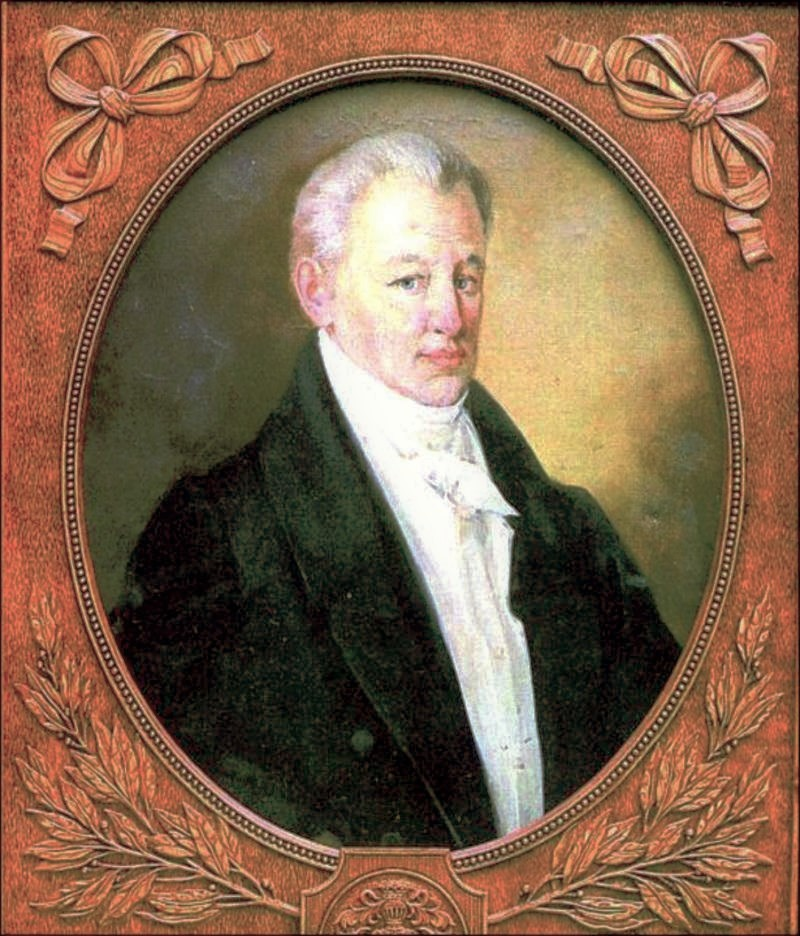
Ivan Kotlyarevsky, uno dei fondatori della letteratura e del teatro ucraini.

### XX secolo
Mykola Sadovsky fondò il primo teatro residente a Kiev nel 1907. Subito dopo la creazione di uno stato ucraino nel 1918 fu creato lo State Drama Theatre.
Il "Teatro Giovane" (poi teatro " Berezil ") è stato creato a Kiev da Les Kurbas e Hnat Yura. Les Kurbas (che ha lavorato come regista, attore, drammaturgo e interprete della letteratura mondiale) ha portato sul palcoscenico ucraino le opere di William Shakespeare, Henrik Ibsen, Gerhart Hauptmann, Friedrich Schiller e Molière . Con la creazione del teatro Berezil il suo palcoscenico divenne una sorta di terreno sperimentale. Berezil presentò per la prima volta le opere di famosi scrittori e drammaturghi ucraini Mykola Kuliš e Volodymyr Vynnyčenko. Les Kurbas è stato represso durante il periodo stalinista, ma ora è considerato un'importante fonte di ispirazione per gli artisti ucraini contemporanei.

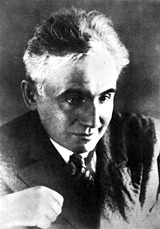
Les Kurbas, prima del 1933.

Mentre il Teatro Giovane promuoveva il teatro d'avanguardia, il teatro di stato continuava con il tradizionale realismo. Ivan Kotlyarevsky,  che dirigeva il Teatro Poltava, era considerato uno dei fondatori del dramma classico, mentre anche le opere si Hryhoriy Kvitka-Osnovyanenko hanno ottenuto notevoli riconoscimenti.

### Età moderna
Il teatro ucraino è stato sempre più integrato nella cultura europea e ci sono numerosi festival teatrali internazionali, che si tengono in Ucraina ogni anno.

## Origini
Le origini del teatro ucraino risalgono ad antichi giochi popolari, balli, canti e rituali . Nell'XI secolo si esibivano in Ucraina artisti conosciuti come skomorokhi. Anche lo spettacolo precristiano in Ucraina è stato arricchito da una "profonda riverenza e rispetto per l'Essere Supremo" C'erano elementi di teatralità durante le cerimonie religiose. Ciò è evidente dagli affreschi della Cattedrale di Santa Sofia a " Kiev " (XI secolo). La "Scuola della Fratellanza di Leopoli" e l'" Accademia dell'Ostro " erano a quel tempo considerati centri importanti per lo sviluppo del dramma religioso. Nei secoli XVII e XVIII si diffuse la rappresentazione di presepi viventi e rappresentazioni natalizie in occasione di manifestazioni locali. E nel XVII secolo divennero popolari i vertep, cioè teatri itineranti di marionette.

## Individui notevoli
Il poeta Taras Grigorievich Shevchenko ha sviluppato la lingua ucraina e l'ha resa più letteraria. Spesso realizzando sceneggiature complesse.
Importanti drammaturghi ucraini prima del 1917 includono: Mark Krupevnitsky (1840–1910), Ivan Tobilovich (1845–1907), Ukra Neon Mikhailo Kutsiobinsky (1864–1913), Ivan Bakovlevich Franco (1856–1916) e Lisa Ukrainka (1871–1913). Dopo la rivoluzione comunista iniziò una nuova era, da allora importanti scrittori includono: Mykola Kulish (1892–1962), Evan Koucherga (1881– 1952), Alexander Kornichuk (1905–1972) e Ulys Hunchar (1918).
Molti importanti luminari del teatro ucraino del XIX secolo hanno iniziato nel teatro amatoriale come: Mykhailo Starytsky, Marko Kropyvnytsky e Ivan Karpenko-Karyi . La principale star femminile del 19º secolo dell'Ucraina era Maria Zankovetska . Anche la rinomata famiglia teatrale di Tobilevychi è salita alla ribalta nel 19º secolo: Ivan Karpenko-Karyi, Mykola Sadovsky e Panas Saksahansky (nomi d'arte) non solo hanno recitato e diretto, ma hanno anche creato proprie compagnie di recitazione. La loro proprietà privata, Khutir Nadia, vicino a Kropyvnytskyi è oggi un sito storico nazionale.

## Compagnie teatrali
Il teatro in Ucraina comprende teatri di musica drammatica, teatri di opera e balletto, teatri di operetta, teatri di marionette e altri generi. Dieci teatri sono stati ufficialmente riconosciuti come nazionali. Ci sono più di 120 teatri (tra finanziati dallo stato e indipendenti) in Ucraina in cui si tengono all'anno circa 5,6 milioni di spettatori .
I teatri degni di nota includono il Dakh Contemporary Arts Center aperto nel 1994